# Maevia coeruleostriata
Maevia coeruleostriata är en spindelart som först beskrevs av Carl Ludwig Doleschall 1859.  Maevia coeruleostriata ingår i släktet Maevia och familjen hoppspindlar. Inga underarter finns listade i Catalogue of Life.